# Acalypha capillipes
Acalypha capillipes é uma espécie de flor do gênero Acalypha, pertencente à família Euphorbiaceae.